# Jamaica ved sommer-OL 2012
Jamaica deltog ved Sommer-OL 2012 i London som blev arrangeret i perioden 27. juli til 12. august 2012.

## Medaljer
| 2012 London | Guld | Sølv | Bronze | Total |
| Jamaica     | 4    | 4    | 4      | 12    |

### Medaljevinderne
| Jamaica under sommer-OL 2012 London | Jamaica under sommer-OL 2012 London                                                                                             | Jamaica under sommer-OL 2012 London | Jamaica under sommer-OL 2012 London | Jamaica under sommer-OL 2012 London |
| Medalje                             | Navn | Sport                               | Event                               | Dato                                |
| ----------------------------------- | --- | ----------------------------------- | ----------------------------------- | ----------------------------------- |
| Guld                                | Shelly-Ann Fraser-Pryce | Atletik                             | Women's 100 m                       | 4. august                           |
| Guld                                | Usain Bolt | Atletik                             | Men's 100 m                         | 5. august                           |
| Guld                                | Usain Bolt | Atletik                             | Men's 200 m                         | 9. august                           |
| Guld                                | Kemar Bailey-Cole* Yohan Blake Usain Bolt** Nesta Carter Michael Frater                                                         | Atletik                             | Men's 4 × 100 m relay               | 11. august                          |
| Sølv                                | Yohan Blake | Atletik                             | Men's 100 m                         | 5. august                           |
| Sølv                                | Shelly-Ann Fraser-Pryce | Atletik                             | Women's 200 m                       | 8. august                           |
| Sølv                                | Yohan Blake | Atletik                             | Men's 200 m                         | 9. august                           |
| Sølv                                | Schillonie Calvert* Veronica Campbell-Brown** Shelly-Ann Fraser-Pryce** Samantha Henry-Robinson* Sherone Simpson Kerron Stewart | Atletik                             | Women's 4 × 100 m relay             | 10. august                          |
| Sølv                                | Christine Day Shereefa Lloyd Rosemarie Whyte Shericka Williams Novlene Williams-Mills                                           | Atletik                             | Women's 4 × 400 m relay             | 11. august                          |
| Bronze                              | Veronica Campbell-Brown | Atletik                             | Women's 100 m                       | 4. august                           |
| Bronze                              | Hansle Parchment | Atletik                             | Men's 110 m hurdles                 | 8. august                           |
| Bronze                              | Warren Weir | Atletik                             | Men's 200 m                         | 9. august                           |

* - Heats only; ** - Finals only;